# Římskokatolická farnost Loukov
Římskokatolická farnost Loukov je územní společenství římských katolíků s farním kostelem svatého Václava v děkanátu Holešov. 

## Historie farnosti
První písemná zmínka o obci pochází z roku 1348.

## Duchovní správci
Administrátorem excurrendo je od září 2008 R. D. Ing. Vratislav Kozub.

## Bohoslužby
| Kostel          | Místo  | Bohoslužba (den) | Hodina                                    | Poznámka     |
| --------------- | ------ | ---------------- | ----------------------------------------- | ------------ |
| svatého Václava | Loukov | neděle pátek     | 11.00 16.30 (zimní čas)/16.30 (letní čas) | farní kostel |

## Aktivity ve farnosti
Ve farnosti se pravidelně koná tříkrálová sbírka. V roce 2017 činil její výtěžek v Loukově 20 515 korun.